# سرينيفاسان
سرينيفاسان هو منتج أفلام وكاتب سيناريو ومخرج وممثل هندي، ولد في 6 أبريل 1956 في الهند. من الجوائز التي نالها جائزة فيلم فير جنوب.

## جوائز
- جائزة فيلم فير جنوب

## وصلات خارجية
- سرينيفاسان على موقع IMDb (الإنجليزية)
- سرينيفاسان على موقع قاعدة بيانات الفيلم (الإنجليزية)
- سرينيفاسان على موقع كينوبويسك (الروسية)